# Caroline Athanasiadis

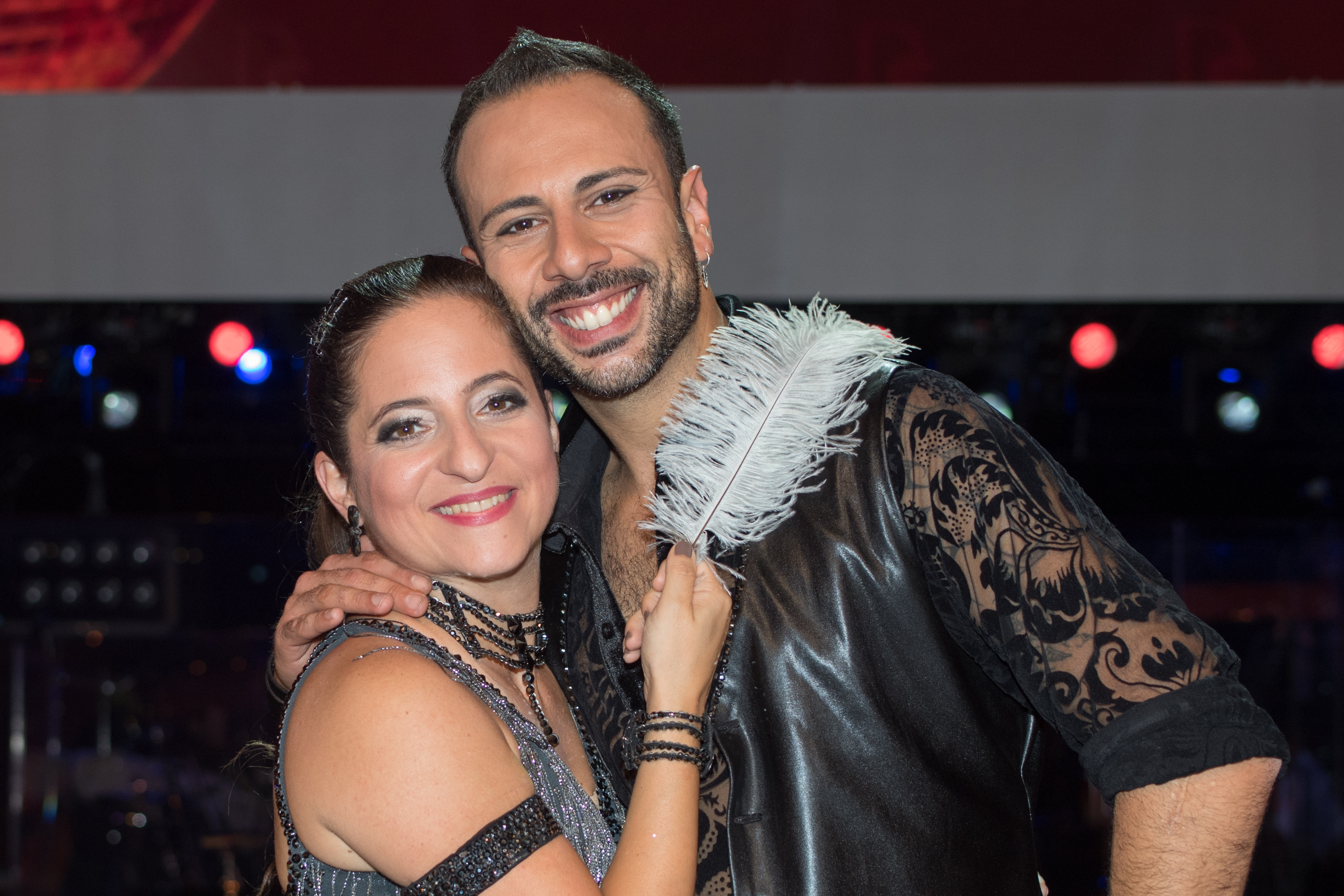
Caroline Athanasiadis mit ihrem Tanzpartner Danilo Campisi bei Dancing Stars (2021)

 Caroline Athanasiadis (* 3. Oktober 1980 in Wien) ist eine österreichische Kabarettistin, Autorin, Musicaldarstellerin und Schauspielerin.

## Leben
Bis 2002 studierte sie am Wiener Konservatorium musikalisches Unterhaltungstheater und schloss ihr Diplom mit Auszeichnung ab.
Gemeinsam mit Gudrun Nikodem Eichenhart bildet sie das Kabarett-Duo Kernölamazonen. Dieses tourt mit ihren Kabarettprogrammen z. B. „Liebesliederabend“ und „Jagdlust“ und „Sexbomb“ etc. durch Österreich, die Schweiz und Deutschland. 2012 gewannen die Kernölamazonen den ersten Preis beim „Kabarett-Talent 2012“ Wettbewerb. 2016 wurden sie mit dem Josef-Krainer-Heimatpreis ausgezeichnet und 2020 erhielten sie beim Stuttgarter Besen den Gerhard-Woyda-Publikumspreis. Im Fernsehen waren die Kernölamazonen in zahlreichen Kabarett- und Comedysendungen wie „Ladies Night“ (WDR), „Vereinsheim Schwabing“ Kabarett im Turm und vielen anderen zu sehen.
2021 wurde Athanasiadis gemeinsam mit ihrem Tanzpartner Danilo Campisi durch den Sieg in der ORF-Tanzshow Dancing Stars einem breiten Publikum bekannt. Seit 2019 spielt sie auch Soloprogramme z. B. in „Tzatziki im 3/4tel Takt“ und „Souvlaki Walzer“ und sie ist auch Mitglied der „Comedy Bitches“.
Athanasiadis war auch als Choreographin tätig, z. B. für „Kiss me Kate“, „Little shop of Horror“ im Stadttheater St. Pölten, im Wiener Metropol und anderen Theatern. Als Musicaldarstellerin wirkte sie in mehreren Produktionen mit z. B. in „Les Miserables“, in der Bühne Baden, in „Divas“, „Strangers in the Night“ im Metropol Wien in der Grazer Oper und im Rabenhof Theater. Unter anderem spielte sie die Josefine Mutzenbacher im Theater Drachengasse und Rollen vieler anderer Spielstätten. In den „3 Schwestern“ spielte sie die Natascha im armen Theater Wien unter der Regie von Gerhard Pauer, im Theater der Jugend in Brooklyn Memoiren, Regie Gerald Bauer und die Ismene von Antigone im Theater Drachengasse und weitere Rollen. 2004 bis 2006 war Athanasiadis Ensemblemitglied der Vereinigten Bühnen Graz.
2007 bis 2009 war sie Sängerin der A Capella Gruppe 4she und ist Teil der A Capella Gruppe Aschanti.
Caroline Athanasiadis war als Moderatorin tätig, schrieb Liedtexte für Nina Blum, Alfons Haider etc. Sie schrieb auch ein Kinderstück, das aufgeführt wurde. Im Ueberreuter Verlag veröffentlichte sie 2022 das Buch „Heute hab ich nichts zu tun, außer …“.
Im Film Kronprinz Rudolfs letzte Liebe mit Klaus Maria Brandauer und Max von Thun verkörperte sie eine Opernsängerin. 2021 führte sie das Interview in der Kurzdoku „Künstlerportraits“ über die Künstlerin Katrin Butt (Regie: Katrin Butt). Außerdem tritt sie immer wieder in TV Shows wie Spieleabend, Was gibt es Neues, Dinner für zwei auf.
Seit 2022 ist Caroline Athanasiadis auch als TV-Moderatorin tätig. Sie präsentiert die Vorabend-Spielshow Smart 10 im ORF, eine Adaption des gleichnamigen Gesellschaftsspiels Smart 10.
Gemeinsam mit Klaus Oppitz präsentierte sie im Februar 2025 das Programm Kinderlieder aus der Hölle in der Kulisse in Wien.
Die Künstlerin lebt mit ihrem Mann Georg und ihren zwei Kindern in Wien.